# Ernst-Otto Czempiel
Ernst-Otto Czempiel (* 22. Mai 1927 in Berlin; † 11. Februar 2017 ebenda) war ein deutscher Politikwissenschaftler im Bereich der Friedensforschung.

## Leben
Ernst-Otto Czempiel wurde als Sohn des Rektors Franz Nikolaus Czempiel und dessen Ehefrau Frau Anna Margarethe „Anny“ Czempiel, geborene Rüther, in Berlin geboren. Czempiels Familie väterlicherseits stammte aus Dorotheendorf in Schlesien; seine Mutter stammte aus Bruchhausen bei Brilon im Sauerland. Nach dem Abitur am Schiller-Gymnasium in Berlin-Lichterfelde im Herbst 1944 war er zunächst als Schulhelfer tätig, studierte 1947/1948 Philosophie und Geschichte an der Humboldt-Universität zu Berlin und vom Sommersemester 1948 bis 1953 Neuere Geschichte, Anglistik und Philosophie an der Johannes Gutenberg-Universität Mainz. 1956 wurde er dort bei Leo Just mit einer Arbeit über Deutschland und die Dreyfus-Affäre zum Dr. phil. promoviert.
Von 1957 bis 1964 arbeitete er als Assistent am Lehrstuhl für Politische Wissenschaften an der TH Darmstadt und habilitierte sich dort im Juli 1964 an der Fakultät für Kultur- und Staatswissenschaften mit der Schrift Sicherheit und Führung, Probleme und Entscheidungen der amerikanischen Außenpolitik 1945–1949. Im Anschluss an seine Habilitation lehrte Ernst-Otto Czempiel zunächst als Privatdozent an der TH Darmstadt hauptsächlich im Teilgebiet Internationale Beziehungen. Von 1965 bis 1966 ging er als Gastforscher an die New Yorker Columbia University.
Im Jahr 1966 erhielt Czempiel einen Ruf an die Philipps-Universität Marburg auf die Professur für Internationale Politik. 1970 wechselte er an die Johann Wolfgang Goethe-Universität Frankfurt am Main als ordentlicher Professor für Wissenschaftliche Politik auf die Professur für Internationale Politik und Außenpolitik.

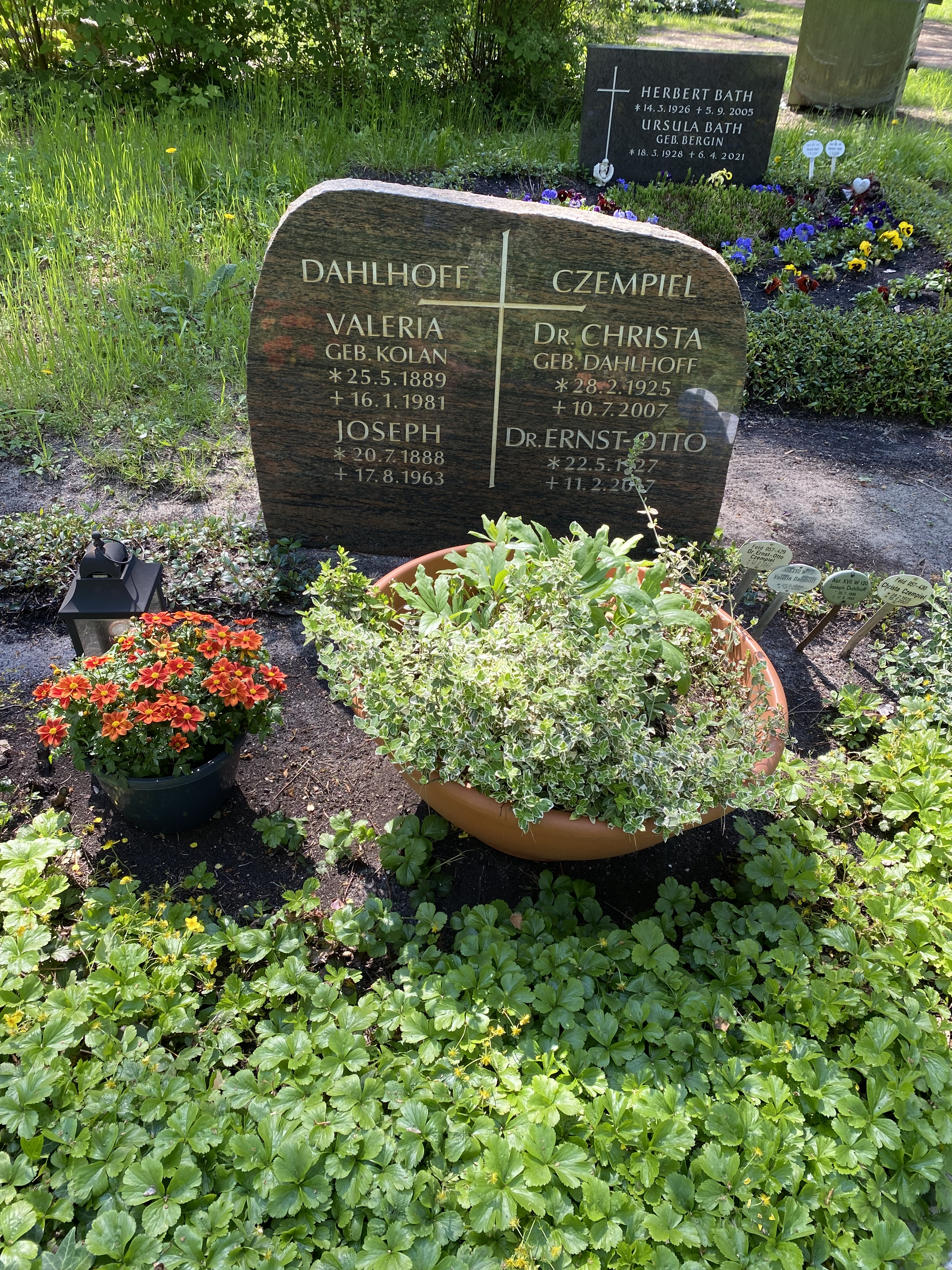
Grabstätte auf dem Waldfriedhof Zehlendorf

Ernst-Otto Czempiel war verheiratet mit der Politikerin Christa Czempiel (1925–2007). Er wurde an der Seite seiner Frau auf dem Waldfriedhof Zehlendorf (Feld 057-430) beigesetzt.

## Wirken
Während seiner Professur in Marburg war Czempiel Vorsitzender der Sektion Internationale Politik in der Deutschen Vereinigung für Politische Wissenschaft (DVPW), von 1967 bis 1971 und von 1992 bis 1994 war er dort Vorstandsmitglied.
Als Czempiel 1970 den Lehrstuhl in Frankfurt annahm, wurde er zum Mitbegründer der Hessischen Stiftung Friedens- und Konfliktforschung (HSFK) in Frankfurt, wo er von 1970 bis 1996 als Vorstandsmitglied fungierte. Darüber hinaus war er von 1970 bis 1997 Forschungsgruppenleiter der HSFK. Seit 1997 war er Mitglied der Stiftung.
Von 1972 bis 1980 war Czempiel Fachgutachter für die Deutsche Forschungsgemeinschaft (DFG). Darüber hinaus agierte er von 1974 bis 1976 als Vorsitzender der Deutschen Gesellschaft für Friedens- und Konfliktforschung.
Von 1980 bis 1985 war Czempiel Mitglied des Heisenberg-Ausschusses der Deutschen Forschungsgemeinschaft. Das Heisenberg-Programm hilft herausragenden Wissenschaftlern und Wissenschaftlerinnen, sich auf eine wissenschaftliche Leitungsposition vorzubereiten und währenddessen weiterführende Forschungsthemen zu bearbeiten.
Czempiel wurde 1987 zum Expert Adviser des Centre on Transnational Cooperation der Vereinten Nationen in New York und hielt diese Position bis 1991 inne. Von 1994 bis 2002 fungierte er als Vorsitzender des Kuratoriums des Hessischen Friedenspreises. Seit 1996 war er außerdem Mitglied des International Advisory Board of the Joan Kroc Institute of International Peace Studies der University of Notre Dame.
Czempiel arbeitete vor allem auf den Gebieten Internationale Politik, US-Außenpolitik und Friedensforschung.
Ihm zu Ehren wird seit 2008 alle zwei Jahre von der Hessischen Stiftung Friedens- und Konfliktforschung (HSFK), der mit 5.000 Euro dotierte Ernst-Otto-Czempiel-Preis, im Rahmen der Jahreskonferenz der HSFK verliehen.

## Auszeichnungen
- 1994: Bundesverdienstkreuz 1. Klasse des Verdienstordens der Bundesrepublik Deutschland
- 1996: Hessischer Verdienstorden

## Werk
Ernst-Otto Czempiel arbeitete in der Tradition des Liberalismus.
Der Liberalismus als eine Theorie der Internationalen Beziehungen geht davon aus, dass:
- die Akteure in den internationalen Beziehungen verschiedene gesellschaftliche Gruppen sind, die staatlichem Handeln einen Rahmen geben und Präferenzen des Staates formulieren;
- die Strukturen und Entscheidungsprozesse der nationalen politischen Systeme die internationalen Beziehungen bestimmen;
- das Handeln der Akteure als rationales Handeln, im Hinblick auf ihre Wohlfahrtsinteressen zu betrachten ist;
- die wirtschaftliche Tätigkeit und der Marktmechanismus zu Interdependenzen (wechselseitige Abhängigkeit) führen;
- das internationale System durch Strukturen der Interdependenz geprägt ist;
- die Wirkung des Rechtes nicht nur in den einzelnen Staaten, sondern auch in den internationalen Beziehungen von großem Wert ist;
- das bürgerliche Individuum, Freiheit und Partizipation, Wohlstand, Glück und Frieden für möglichst viele Menschen im Zentrum der Zielsetzungen stehen. (Krell 2004:183)

Der Liberalismus ist fortschrittsorientiert, verfolgt eine optimistische Entwicklungsperspektive. Der Mensch gilt im Liberalismus als aufklärungs- und lernfähig, deswegen spielen Bildung und Erziehung bei manchen Theoretikern des Liberalismus eine wichtige Rolle. Czempiel hat einen besonderen Beitrag zur liberalen Friedenstheorie geleistet. In seinem Buch „Friedensstrategien“ werden unter anderem verschiedene Erklärungsansätze zum Thema „Herrschaft und Frieden“ ausgewertet.
So sagt er z. B., dass Konflikte sich durchaus aus dem internationalen System ergeben können, aber:
- Staaten prinzipiell frei sind, ihr Außenverhalten selbst zu gestalten;
- dass darüber, wie sich Staaten verhalten, ihr Herrschaftssystem entscheidet.

(Czempiel 1998: 147–148)
Das Herrschaftssystem bestimmt die Werteverteilung; das Herrschaftssystem ist dem Wirtschaftssystem übergeordnet. Der Gewaltgrad der Herrschaft bestimmt die Qualität eines Herrschaftssystems und die Art und Weise, wie ein internationaler Konflikt gelöst wird – friedlich oder nicht.
(Czempiel 1998: 151)
„Ein Herrschaftssystem, das auf hohem Konsens beruht, und deswegen gegenüber seiner Gesellschaft kein Gewaltinstrument braucht, wird auch in den Beziehungen zur internationalen Umwelt die Gewalt vermeiden“ (Czempiel 1998: 153). Czempiel formelierte es auch so: "Friede kommt von unten".
Demokratien entsprechen diesen Voraussetzungen. Mit einem geschichtlich-theoretischen Ausblick untermauert Czempiel seine Kernaussage: „Demokratien sind friedlicher als andere Herrschaftsformen“. Die Argumente dafür lauten:
- Ein Herrschaftssystem mit geringem Gewaltgrad benötigt kein Repressionsinstrument und weil ein solches Instrument fehlt, wird es auch nicht nach außen eingesetzt. Demokratien interessieren sich nicht für militärische Expansion; aus Verteidigungsgründen kommen sie zusammen. – Institutionelles Argument.
- Aus einem Kosten-Nutzen-Kalkül heraus wollen die Bürger keinen Krieg, weil dieser ihren wirtschaftlichen Interessen schadet. – Rationalistisch-utilitaristisches Argument.
- Individuen und Gruppen lernen, ihre Konflikte gewaltfrei auszutragen und so suchen sie nach dem Kompromiss auch in den Internationalen Beziehungen. – Normativ-kulturelles Argument.
- Dank der politischen Partizipation der Bürger und der Verteilungsgerechtigkeit sind Demokratien stabiler als andere Herrschaftsformen. – Herrschafts-soziologisches Argument

(Krell 2004: 198)
Die Frage nach den Zusammenhängen zwischen Herrschaftsform und Frieden wurde in den 1980er Jahren erneut aufgegriffen. Infolge wissenschaftlicher Diskussion haben sich die meisten Politologen darauf geeinigt, dass Demokratien untereinander friedlich sind, sich aber gegenüber Nicht-Demokratien durchaus gewaltsam verhalten können – man spricht hier von dem so genannten „Doppelbefund“ (Czempiel 1998, 178), für den noch keine überzeugende theoretische Erklärung gefunden wurde. Die Hessische Stiftung Friedens- und Konfliktforschung (HSFK), bei deren Gründung Czempiel aktiv mitgewirkt hat und lange Zeit tätig war, beschäftigt sich mit ebendieser Problematik. Das Kernprojekt der HFSK prüft, ob in den drei Faktoren a) Machtposition im internationalen System, b) Allianzzugehörigkeit und c) Rollenauslegung mögliche Ursachen für die wechselhafte Interventionsneigung der einzelnen Demokratien liegen. Damit leistet das Projekt einen Beitrag zur Kritik und Weiterentwicklung der Theorie des „demokratischen Friedens“.
Czempiel nennt vier Strategien, die den Frieden erzeugen:
1. Friede durch Völkerrecht;
2. Friede durch internationale Organisationen;
3. Friede durch Wohlstand;
4. Friede durch Demokratisierung der Herrschaftssysteme.

Für den Autor ist Strategie – Friede durch Demokratisierung der Herrschaftssysteme von großer Bedeutung. (Czempiel 1999: 136) Der Ausgangspunkt von Czempiels These basiert unter anderem auf der folgenden Annahme: „Da in der modernen liberalen Staatstheorie der Träger der Souveränität das Volk ist, ist die internationale Umwelt verpflichtet, im Falle der Unterdrückung dem Volk zu Hilfe zu kommen und so die Demokratisierung zu fördern. Die Einmischung muss aber gewaltfrei verlaufen; sie kann sowohl indirekt als auch direkt erfolgen.“ (Czempiel 1999: 137)
Den Prozess der Demokratisierung stellt Czempiel sich folgendermaßen vor: Die internationale Umwelt kann mit ihrem eigenen Beispiel für die Demokratie werben und so die Demokratisierung indirekt beschleunigen. Die internationalen Organisationen tragen zur Reduzierung des Sicherheitsdilemmas bei, räumen den Weg für die internationale Kooperation frei und wirken damit positiv auf die Demokratisierungsprozesse. Die Aufgabe der Öffentlichkeit in diesem Zusammenhang wäre, ihre politischen Anforderungen stärker zu artikulieren, die Bedeutung der Internationalen Organisationen zu betonen, die Zusammenarbeit weiterzuentwickeln und so die jungen Demokratien zu unterstützen. (Czempiel 1999: 141–145)
Bei der direkten Einmischung darf nie gewaltsam vorgegangen werden (sonst lässt sich diese Vorgehensweise von der traditionellen Machtpolitik nicht unterscheiden;
Gewaltlosigkeit ist deswegen hier besonders wichtig). Die direkten Maßnahmen sollen,  z. B., auf die Infrastrukturverbesserung abzielen oder den wirtschaftlichen Fortschritt fördern.
Czempiel war der Meinung, dass die direkten Strategien den gesellschaftlichen Akteuren (NGOs, Stiftungen etc.) überlassen werden sollen. (Czempiel 1999: 149–151)
Eine weitere These besagt, es habe ein Wandel von Wirtschaft und Gesellschaft stattgefunden. Sie knüpft an die Demokratisierungsthese von Czempiel an, und zwar aus folgenden Gründen:
- Die Veränderung der Lebens- und Arbeitsbedingungen. → Anstieg des gesellschaftlichen Wohlstands → Gewaltabneigung → Kritik an der organisierten militärischen Gewaltanwendung in der internationalen Umwelt.
- Der Übergang zur Informationsgesellschaft. → Politische Fortschrittswirkung der öffentlichen Meinung, Entstehung der „Weltöffentlichkeit“ → Reduzierung der Unkenntnis über „das Ausland“.
- Die Entfaltung des demokratischen Herrschaftssystems. → Die gesellschaftlichen Akteure partizipieren an Entscheidungsprozessen im politischen System.
- Die Außenpolitik wird heutzutage nicht nur von den Eliten, sondern auch immer mehr von den Interessen der gesellschaftlichen Akteure bestimmt.

(Czempiel 1999: 23–24)
Dieser Wandel der Wirtschaft und der Gesellschaft bildet die Voraussetzungen für den Demokratisierungsprozess auf internationaler Ebene, und zwar in der Art und Weise, die bereits in der liberalen Friedenstheorie erläutert wurde.
Czempiel war außerdem der Ansicht, dass nicht nur die Wirtschaft und die Gesellschaft sich verändern, sondern auch das ganze internationale System. Man spricht nicht mehr von der Staatenwelt, sondern von der Gesellschaftswelt. Die Gesellschaftswelt wird durch die wechselseitige Abhängigkeit (Interdependenz) charakterisiert. Unter den Bedingungen der Interdependenz kann die Sicherheit eines einzelnen Staates nur dann gewährleistet werden, wenn die Staaten miteinander kooperieren. Die Kooperation ist für alle beteiligten Seiten von Vorteil und sie zu beenden bedeutet, Verluste zu erleiden. Auf diese Weise wird die Kooperation, und nicht eine Balancepolitik (mehr zu Balancing – Link 2001), zum vorherrschenden Verhaltensmuster im internationalen System.
Bei Ernst-Otto Czempiel ergibt sich daher die Verbindung zum Institutionalismus und seine Kontroverse zum Realismus.

## Veröffentlichungen (Auswahl)
- Deutschland und die Affaire Dreyfus. Ein Beitrag zur Genesis des politischen Bewusstseins in Deutschland und zur Geschichte der deutsch-französischen Beziehungen. (Dissertation Universität Mainz Februar 1957).
- Das amerikanische Sicherheitssystem 1945–1949. Studie zur Außenpolitik der bürgerlichen Gesellschaft. De Gruyter, Berlin 1966 (Zugleich: Habilitationsschrift Technische Hochschule Darmstadt 1964 unter dem Titel Sicherheit und Führung. Probleme und Entscheidungen der amerikanischen Außenpolitik 1945–1949).
- Macht und Kompromiß – Die Beziehung der Bundesrepublik Deutschland zu den Vereinten Nationen 1956–1970. 1971.
- Schwerpunkte und Ziele der Friedensforschung. 1972.
- Friedenspolitik im Südlichen Afrika. 1976.
- Amerikanische Außenpolitik im Wandel. Kohlhammer, Stuttgart 1979, ISBN 3-17-007344-3.
- Internationale Politik. Ein Konfliktmodell. Schöningh, Paderborn 1981, ISBN 3-506-99223-6.
- als Hrsg. mit Gert Krell, Harald Müller und Reinhard Rode: United States Interests and Western Europe. Arms Control, Energy and Trade. Campus, Frankfurt am Main 1981, ISBN 3-593-32914-X.
- als Hrsg. mit Carl-Christoph Schweitzer: Weltpolitik der USA nach 1945. Einführung und Dokumente. 1984.
- Friedensstrategien: Systemwandel durch internationale Organisationen, Demokratisierung und Wirtschaft. Schöningh, Paderborn 1986, ISBN 3-506-99373-9.
- Machtprobe. Die USA und die Sowjetunion in den achtziger Jahren. C.H. Beck, München 1989, ISBN 3-406-33625-6.
- Weltpolitik im Umbruch. Das internationale System nach dem Ende des Ost-West-Konflikts. C.H. Beck, München 1993, ISBN 3-406-37827-7.
- Die Reform der UNO. Möglichkeiten und Mißverständnisse. C.H. Beck, München 1994, ISBN 3-406-37468-9.
- Rückkehr in die Führung: Amerikas Weltpolitik im Zeichen der konservativen Revolution, HSFK-Report 4/1996, HSFK, Frankfurt 1996, ISBN 3-928965-70-0.
- Friedensstrategien. Eine systematische Darstellung außenpolitischer Theorien von Machiavelli bis Madariaga. Westdeutscher Verlag, Opladen 1998, ISBN 3-531-13234-2.
- Kluge Macht. Außenpolitik für das 21. Jahrhundert. C.H.Beck, München 1999, ISBN 3-406-45311-2.
- Weltpolitik im Umbruch: Die Pax Americana, der Terrorismus und die Zukunft der internationalen Beziehungen. C.H. Beck, München 2002, ISBN 3-406-49416-1.
- Michael Kogon, Ernst-Otto Czempiel, Gottfried Erb: Das Mass aller Dinge – Zu Eugen Kogons Begriff der Humanität. Darmstadt 2001, ISBN 9783886071296.
- Friede als Frucht der Gerechtigkeit: Auf dem Weg zu einer neuen Friedensordnung?, in: Hermann Weber (Hrsg.): Wurzeln der Konflikte – Instrumente des Friedens. Katholischer Akademischer Ausländer-Dienst, Bonn 2003, S. 19–34.
- Die Pax Americana nach dem Irak-Krieg, in: Erich Reiter (Hrsg.): Jahrbuch für internationale Sicherheitspolitik 2003. E.S. Mittler & Sohn, Hamburg/Berlin/Bonn 2003, S. 119–134.
- Die Vereinten Nationen als Instrument des Friedens, in: Peace in Europe, Peace in the World. Reconciliation, Creation and International Institutions. Dokumentation, Band 4, Wien 2003, S. 71–85.
- Internationale Beziehungen: Begriff, Gegenstand und Forschungsabsicht, in: Manfred Knapp, Gert Krell (Hrsg.): Einführung in die Internationale Politik. Studienbuch. Oldenbourg, München 2003, S. 2–28.
- Die Zukunft der transatlantischen Beziehungen, in: Ihr sollt ein Segen sein. Ökumenischer Kirchentag. 28. Mai – 1. Juni 2003 in Berlin. Dokumentation, Gütersloher Verlagshaus, Gütersloh 2004 / Verlag Butzon & Bercker, Kevelaer 2004, S. 861–870.
- Europa und die USA im Streit, in: Helmut König, Manfred Sicking (Hrsg.): Der Irak-Krieg und die Zukunft Europas. transcript, Bielefeld 2004, S. 21–41.
- Der politische Terrorismus, in: Internationale Politik Jahrgang 7, Nummer 59, Juli 2004, S. 74–81.
- Die Außenpolitik der Regierung George W. Bush, in: Aus Politik und Zeitgeschichte Band 45/2004, 1. November 2004, S. 16–23.
- Richtungswahl in den USA, in: Internationale Politik Jahrgang 11–12, Nr. 59, Dezember 2004, S. 1–4.
- Strategien der Demokratisierung. Intervention und Freiheit im Zeitalter der Interdependenz, in: Internationale Politik Jahrgang 11, Nr. 60, Mai 2005, S. 92–101.
- The CSCE-Process: Stabilization of the Blocks through Cooperation?, in: Wolfram Hoppenstedt, Ron Pruessen, Oliver Rathkolb (Hrsg.): Global Management, LIT Verlag, Wien 2005, S. 21–30.
- Sicherheit und Sicherheitspolitik Europas, in: Österreichisches Studienzentrum für Frieden und Konfliktlösung (Hrsg.): Die Wiedergeburt Europas. Von den Geburtswehen eines emanzipierten Europas und seinen Beziehungen zur „einsamen Supermacht“, agenda, Münster 2005, S. 38–59.